# Santander (Espagne)
Pour les articles homonymes, voir Santander.
Santander est une municipalité et une ville portuaire espagnole, capitale de la communauté autonome et région historique de Cantabrie, située sur la côte Cantabrique, dans le nord du pays.

## Localisation
Délimitée par les communes de Santa Cruz de Bezana et de Camargo, elle ferme, au nord, la baie qui porte son nom et qui fait partie du club des plus belles baies du monde.

## Toponymie
Le nom de Santander serait dérivé du nom latin Sancti Emeterii qui, en passant au latin vulgaire, devint Sant Emeter puis l'actuel Santander. Aujourd'hui, les saints Hémétère et Chélidoine sont les patrons de la ville et se retrouvent sur l'écu de cette dernière. Historiquement, le nom de la ville était Saint-Ander en français[réf. nécessaire].

## Histoire
Bon nombre d'historiens considèrent que la ville de Santander a son origine dans le Portus Victoriae Iuliobrigensium de l'époque romaine. En fait, la première référence à la ville actuelle apparaît en l'an 26 av. J.-C. quand, au cours des Guerres cantabres contre Rome, l'empereur Auguste décide d'exprimer sa volonté de victoire sur les Cantabres dans un port nommé Portus Victoriae (le Port de la Victoire).
À partir du démembrement de l'Empire romain, peu de choses sont connues sur ce qui a pu se produire à Santander. La conquête musulmane provoque l'immigration de personnes originaires de la Meseta, qui fuyaient les Arabes. C'est à ce moment que commence à se produire la fondation de monastères en Cantabrie, l'introduction de reliques, et l'influence de la culture et de l'art wisigoths. C'est dans ce contexte que se situe traditionnellement l'origine de l'installation urbaine et portuaire à Santander des peuples originaires du centre et du sud de la péninsule ibérique- soit l'élite wisigothe ou peuples de culture romano-gothique ou ibérique autochtone- commencent à immigrer en masse vers la ville (ce jusqu'au VIIIe siècle), se réfugiant des musulmans et apportant avec eux les restes des saints Hémétère (Emeterio en espagnol) et Chélidoine (Celedonio). Les reliques sont déposées, dans un premier temps, dans les ruines de thermes romains pour construire, plus tard, le premier édifice d'une série d'églises qui a abouti à ce qui est aujourd'hui la cathédrale de Santander. Cela aura une importance particulière dans le nom de la future ville, car le martyre des deux saints à Calahorra, pendant les persécutions de Dioclétien, crée la légende chrétienne selon laquelle les têtes des deux martyrs sont arrivées dans la baie de Santander dans un bateau.
Santander devient plus tard une villa abbatiale et au XIIe siècle, Alphonse VIII lui accorde, entre autres privilèges, le droit de commercer certains produits de base et l'exonère de certaines taxes douanières. Par la suite et jusqu'au XVIe siècle, la villa connaît une croissance commerciale importante. Elle fait partie de la « Fraternité des Quatre villas de la Côte de la Mer » (Hermandad de las Cuatro villas de la Costa de la Mar en espagnol) aux côtés de San Vicente, Laredo et Castro Urdiales et de ses chantiers navals sortent bientôt les vaisseaux alimentant la flotte du Royaume de Castille. Un exploit important de la marine de Santander, qui se retrouve également sur son écu, est la prise de Séville. L'amiral Ramón Bonifaz joue un rôle important dans cet événement en rompant avec la proue de son bateau les chaînes du pont de Saucas qui unissait les deux rives du Guadalquivir, libérant de ce fait la ville.
Au XIIIe siècle, la villa de Santander s'articule déjà autour de deux noyaux : la Puebla Vieja, où se situent le château et l'abbaye collégiale (zone actuelle de la cathédrale et de la calle Alta), et la Puebla Nueva (zone des rues Santa Clara et San Francisco), les deux étant unies par un pont, et entre eux se trouvent le bâtiment des chantiers navals. À cette époque l'activité maritime et commerciale de la villa est si intense que sa population approche les 2 000 habitants, atteignant son développement économique et démographique maximal au milieu du XVe siècle, quand il fut calculé que sa population atteignait les 6 000 habitants. Cependant, dans les dernières années de ce siècle, Santander vit une grave crise provoquée par la peste, qui arrive dans la ville à bord d'un navire de guerre (una Armada) qui venait de Flandre. Il faudra plus de 200 ans avant que la population ne dépasse de nouveau les 5 000 habitants, car pendant toute l'époque moderne, Santander subit un enchaînement ininterrompu d'épidémies.

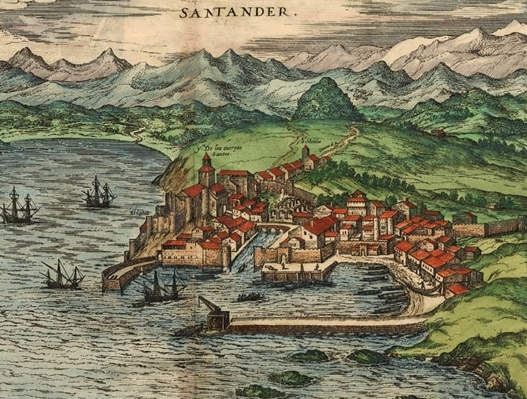
Santander vue par Joris Hoefnagel à la fin du XVIe siècle.

Au XVIIe siècle, le port de Santander entre en décadence à cause du déplacement du commerce castillan vers la villa de Bilbao : Santander ne connaîtra pas de profonde transformation démographique, économique et administrative avant le siècle suivant. L'ouverture du « camino de Reinosa » (es) en 1753 lance un important commerce de la laine et de la farine de Castille, surtout à partir de 1765, lorsque le port de Santander est habilité à commercer avec les colonies américaines. Parallèlement à cela, la villa connaît une transformation institutionnelle : en 1754, elle est choisie pour accueillir le siège du récent diocèse de Santander, et l'année suivante, le roi Ferdinand VI lui accorde le titre de « ville » (ciudad en espagnol, le plus haut statut administratif à laquelle une ville, dans le sens courant du terme, peut aspirer en Espagne). À partir de ce moment, Santander acquiert une position dominante sur la région, devenant la capitale du territoire en 1801 avec la création de la Province maritime de Santander (Provincia Marítima de Santander).
Le XIXe siècle constitue l'époque de la véritable expansion urbaine de Santander. Bien que, dans les premières années du siècle, la ville connaisse une crise économique en conséquence de l'invasion napoléonienne, des épidémies et des crises coloniales, les progrès se poursuivent. Le commerce florissant de la farine venant de Castille, joint à l'importation de produits coloniaux, favorise la construction de la voie ferrée entre Alar del Rey et Santander. Le port de Santander augmente son trafic à tel point qu'on l'appelle bientôt le « Liverpool de l'Espagne ». Les compagnies maritimes possèdent de nombreux bateaux à voile et à vapeur, grâce auxquelles les échanges deviennent réguliers entre Santander et Bayonne, Nantes, Londres ou Liverpool, en dehors des habituelles liaisons avec les Antilles espagnoles et du cabotage national.
En 1893 se produit l'un des événements les plus dramatiques de l'histoire de la ville : l'explosion du navire Cabo Machichaco sur les quais, qui provoque la mort de 590 personnes et environ 2 000 blessés. Le bateau à vapeur biscayen était chargé de 51 tonnes de dynamite, et en pleine lutte contre l'incendie, la charge explosa, ce qui étendit l'incendie aux rues situées à proximité du port.
Dans le dernier tiers du XIXe siècle, la ville, comme d'autres parties de l'Europe, commence à devenir une destination touristique et de loisirs, ce qui coïncide avec la promotion des piscines à vagues (baños de ola) connues pour leurs propriétés thérapeutiques. L'aristocratie et la haute bourgeoisie y trouvent des endroits sains pour se reposer qui leur permettent, en même temps, le contact et la relation sociale. Mais un élan est donné au tourisme estival par les monarques, lorsqu'ils transforment Santander en leur cour d'été, fréquentée par des nobles, des aristocrates, des bourgeois et d'autres personnages illustres. En 1861, la reine Isabelle II décide de passer quelques jours de l'été sur les plages d'El Sardinero ; en remerciement, le conseil municipal lui offre des terrains pour construire un palais. Cependant, ce sont les séjours estivaux répétés d'Alphonse XIII et de son épouse Victoria Eugenia, grands admirateurs de la ville, qui transformèrent définitivement Santander en un centre estival exceptionnel. En 1908, la ville offre au monarque les terrains de la péninsule de la Magdalena, où sera construit le palais, dont les travaux se terminent en 1912. En seulement quelques années, la ville se transforme et quelques-uns de ses édifices les plus emblématiques sont construits : le Grand Casino (Gran Casino), l'Hôtel royal (Hotel Real), l'hippodrome de Bellavista, en plus de chalets et d'hôtels de famille.
Au cours de la guerre civile espagnole, la ville est l'enjeu de la bataille de Santander et est finalement prise par les nationalistes espagnols et le Corpo Truppe Volontarie le 28 août 1937.
Après les épreuves de la Guerre civile, Santander doit faire face à un autre désastre : l'incendie de 1941. Celui-ci (connu comme « l'andalous » car il débuta rue de Cadix et s'acheva rue de Séville) débute le 15 février au moment d'un ouragan de vent de sud, et détruit ensuite la plus grande partie de la zone ancienne de la capitale. 1 783 logements brûlèrent et 37 rues disparurent, ainsi que 508 commerces, hôtels, pensions et bars. La reconstruction qui s'ensuivit se fit selon les directives de l'architecture d'après-guerre, combinant l'héritage rationaliste au discours traditionaliste de l'architecture officielle.
Pendant les années soixante se produit le décollage du secteur industriel, qui profita autant à Santander qu'au reste de la province. En 1983 fut établie la Communauté autonome de Cantabrie (Comunidad Autónoma de Cantabria) avec Santander comme capitale.

## Administration

### Maires
- 1979-1987 : Juan Hormaechea (UCD)
- 1987-1995 : Manuel Huerta Castillo (AP)
- 1995-2007 : Gonzalo Piñeiro García-Lago (PP)
- 2007-2016 : Íñigo de la Serna (PP)
- depuis 2016 : Gema Igual (PP)

## Tourisme et tradition balnéaire
Une douzaine de plages (El Camello, La Concha, Mataleñas, Bikinis, Los Peligros, El Sardinero…) assurent la fonction balnéaire de cette partie du littoral en dépit d'une eau réputée froide et de vagues souvent puissantes, ce qui fait le bonheur des surfeurs et des kitesurfeurs.

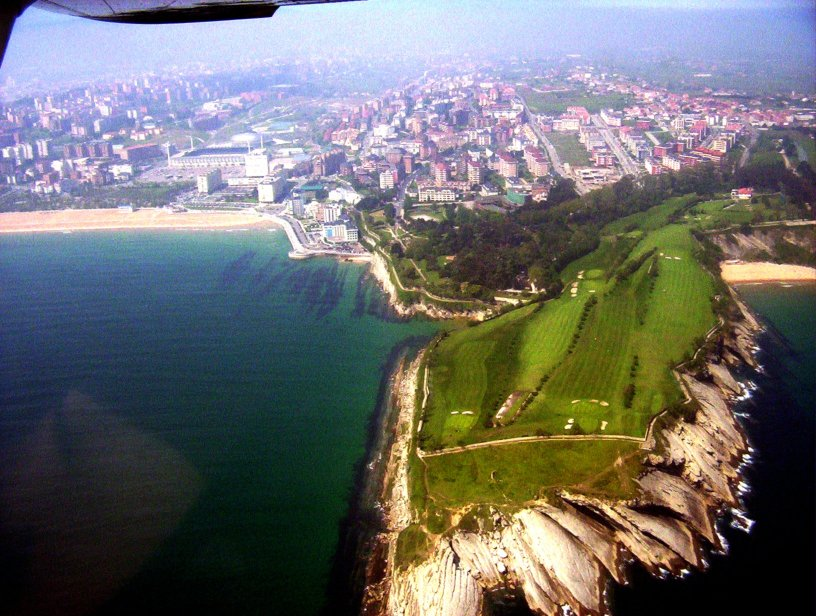
Le golf du cabo Menor.
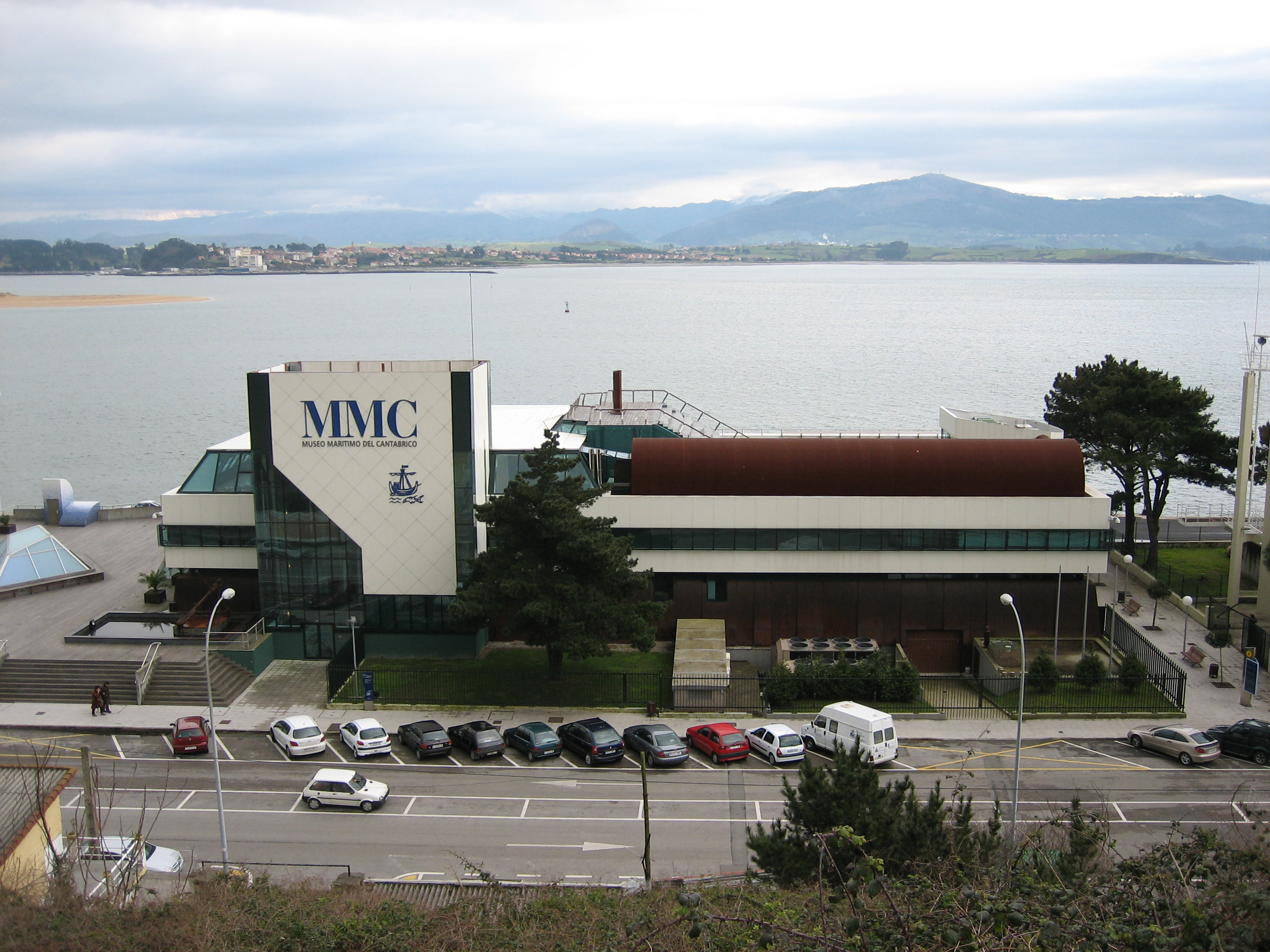
Le musée maritime du Cantabrique et la baie.
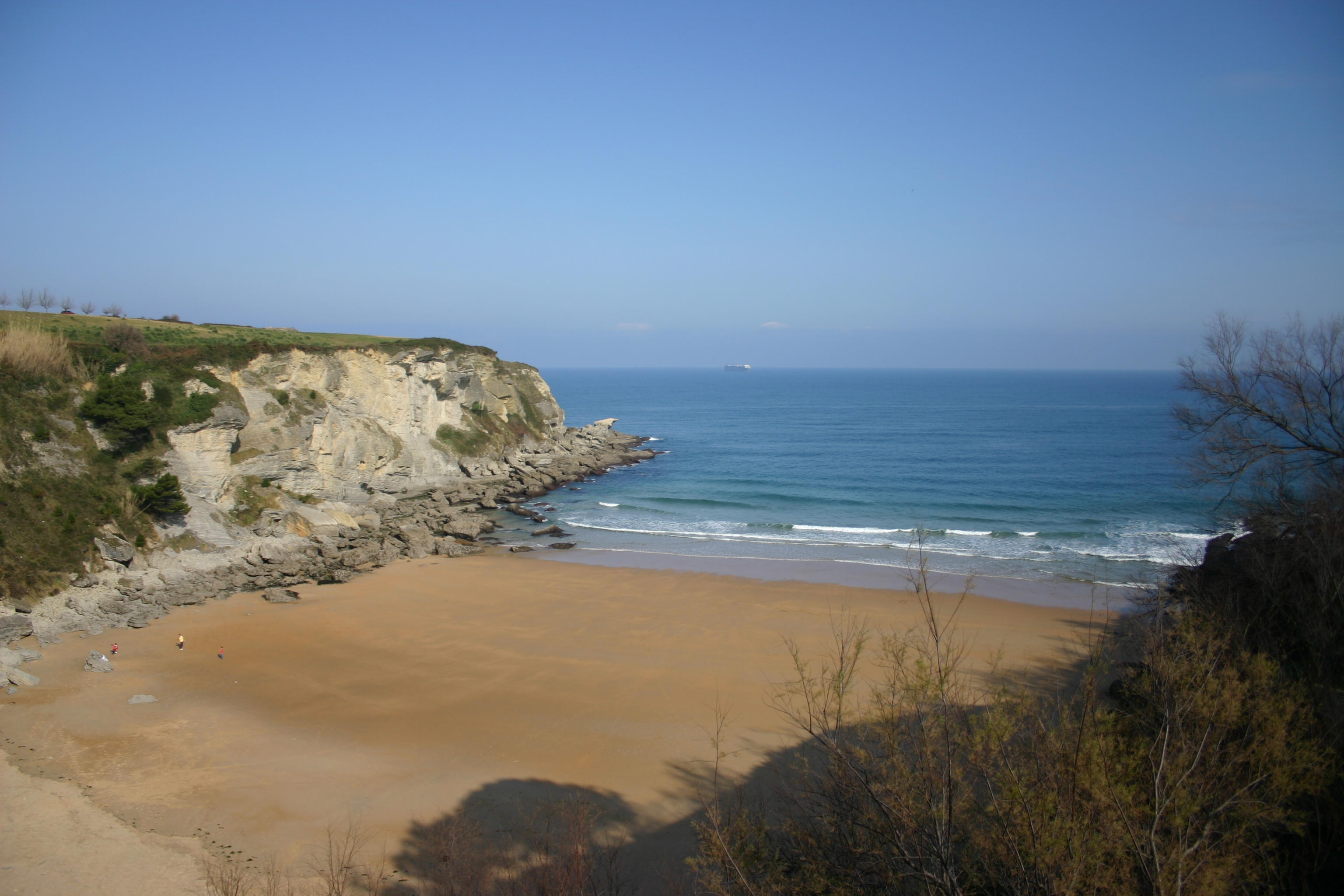
Mataleñas est l'une des douze plages que compte la ville.
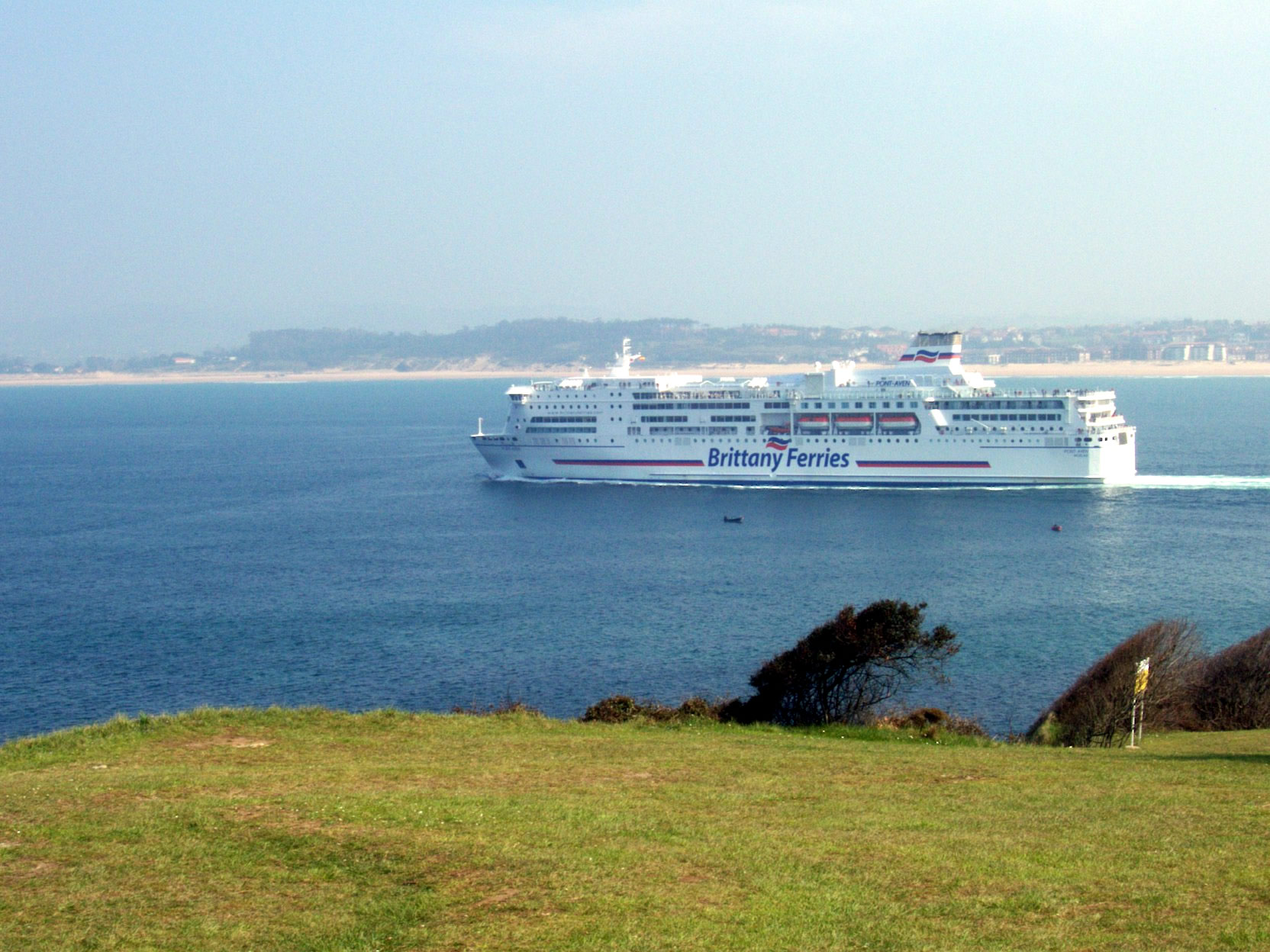
Le Pont-Aven de Brittany Ferries quitte la baie de Santander.
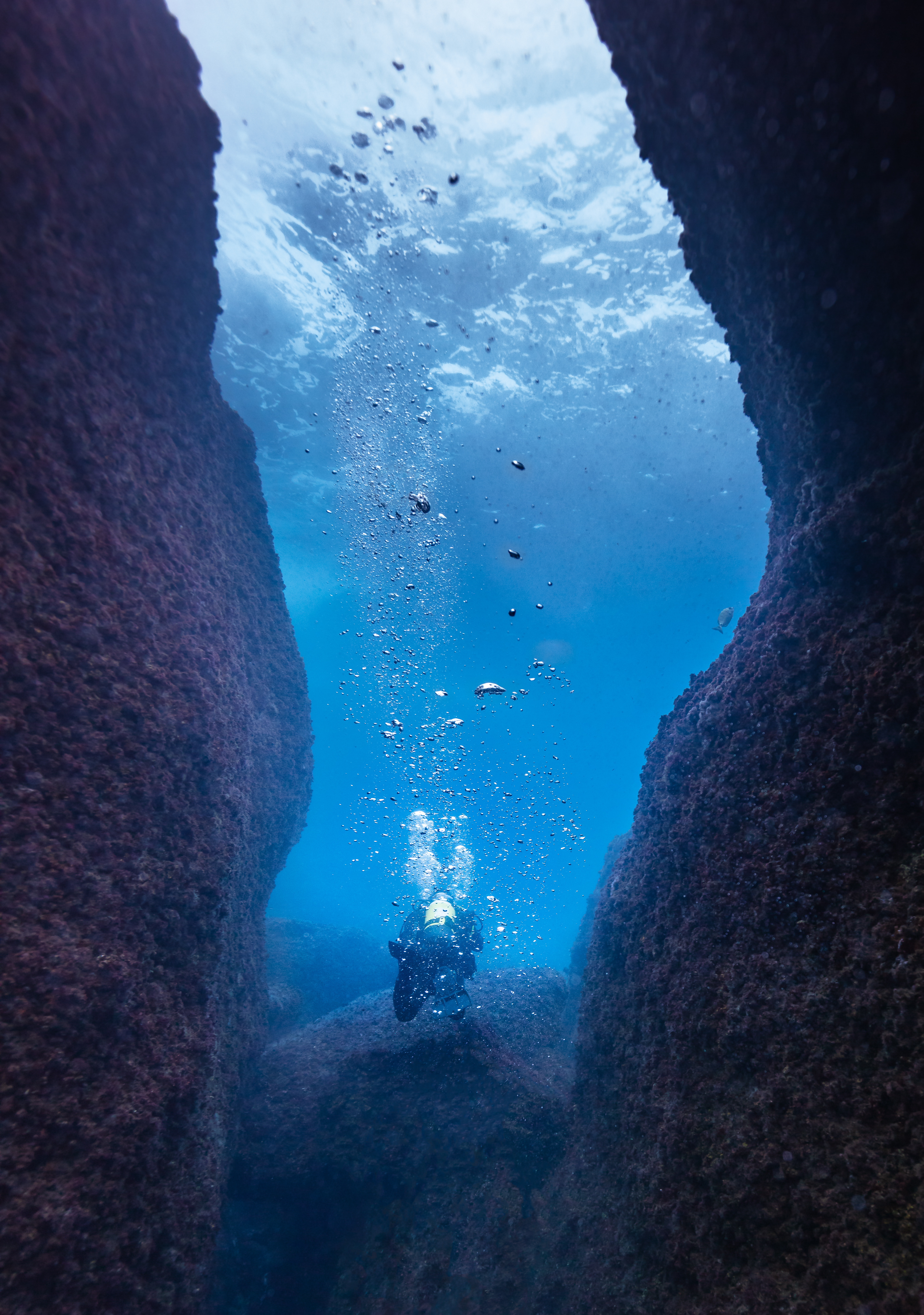
En plongée à proximité de l'île La Corbera, en face de Santander. Aout 2019.

## Culture

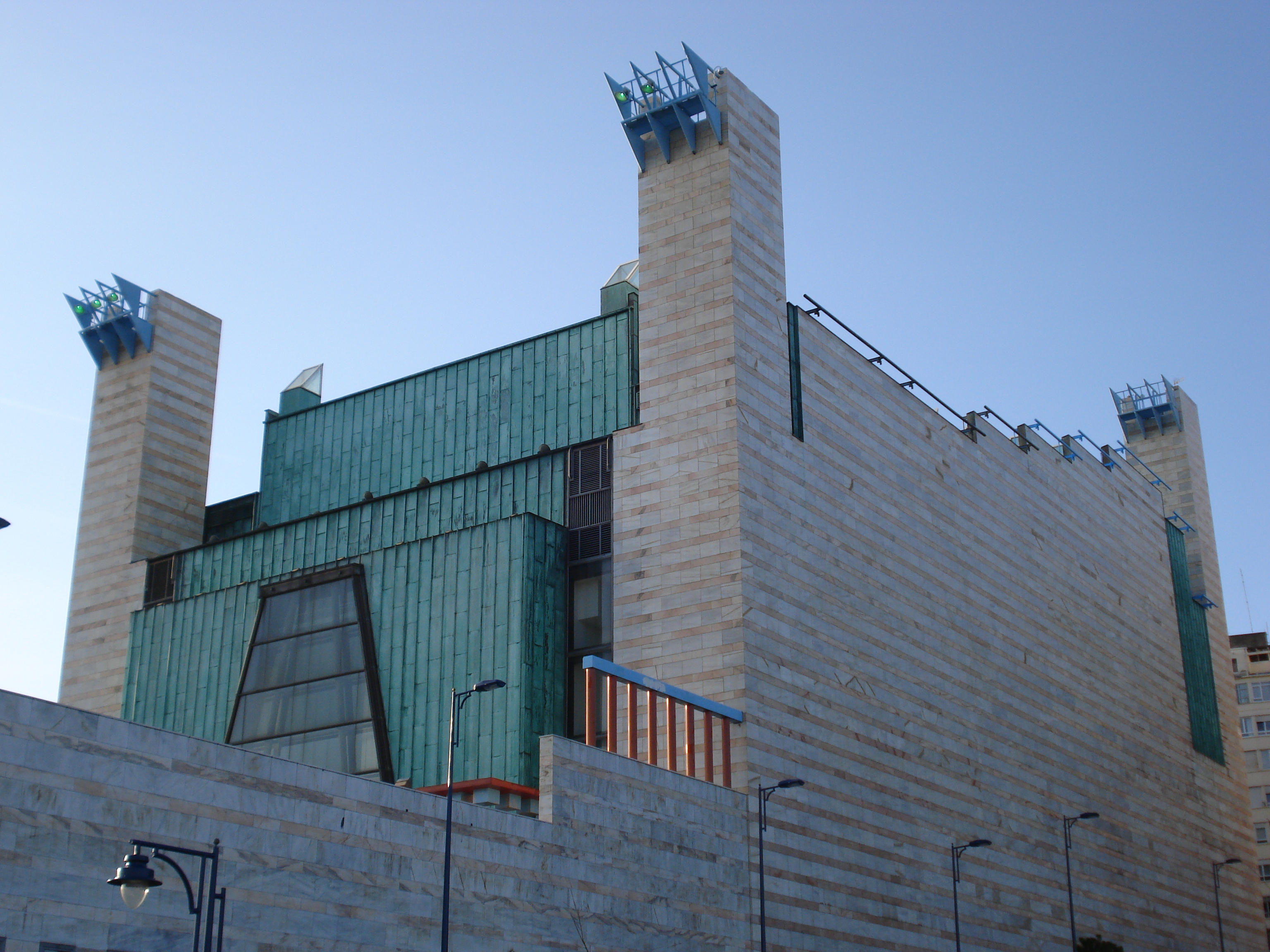
Le Palais des Festivals accueille chaque année le Festival international de Santander (FIS).

La ville accueille un festival de jazz fin juillet et un grand festival de musique et de danse en août.

Santander est aussi le siège de l'Université de Cantabrie (UNICAN) et de l'Université internationale Menéndez Pelayo (UIMP), réputée pour ses cours d'été.

Les principaux musées de la ville sont le Musée maritime du Cantabrique (Museo Marítimo del Cantábrico), le Musée municipal des Beaux-Arts (Museo Municipal de Bellas Artes) et le Musée régional de préhistoire et d'archéologie de Cantabrie (Museo Regional de Prehistoria y Arqueología de Cantabria).
La ville était candidate à l'obtention du titre de Capitale européenne de la culture pour l'année 2016 mais ne fut pas retenue parmi les six villes pré-sélectionnées.
Situé entre les jardins de Pereda et la baie, le Centre Botín est inauguré en juin 2017.
Près de la mer Cantabrique, le cimetière de Ciriego, haut lieu de mémoire de la guerre d'Espagne, dont le mémorial est signé par Jesús Otero, est considéré comme l'un des plus beaux de la Péninsule.

### Gastronomie

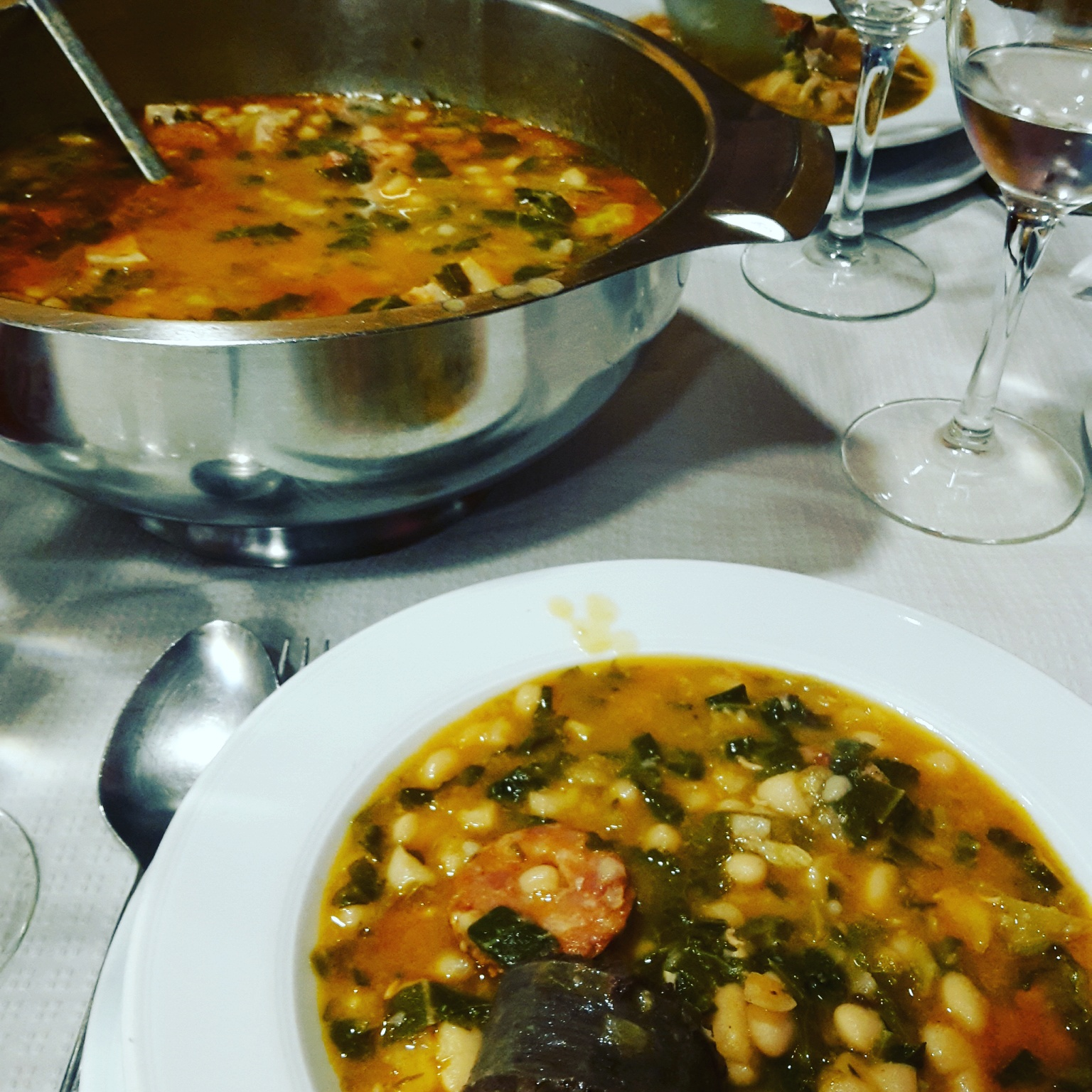
Un cocido montañés.

Santander, comme ville océane, propose une cuisine de réputation nationale[réf. souhaitée], variée, dont les fruits de mer et les poissons sont la base. Les nombreux restaurants qui offrent les spécialités de la ville, s'étalent du Barrio Pesquero jusqu'au Sardinero en passant par Puerto Chico.
Santander propose aussi de déguster des spécialités d'autres régions de Cantabrie, comme les anchois de Santoña, les palourdes (almejas) de Pedreña, la bonite de Colindres.
La proximité de la Cordillère cantabrique permet aussi d'y savourer une cuisine montañes qui propose des plats à base de viandes d'élevages extensifs, des fromages tels que le Queso Picón (fromage bleu de chèvres des Pics d'Europe) et le Queso de Nata. Il est possible d'y savourer aussi les cocido montañés et cocido lebaniego, ainsi que la quesada pasiega et le Sobao des Valles Pasiegos.

## Physionomie de la ville
Parmi les principaux édifices d'intérêt se trouve la cathédrale, composée de la crypte du Christ et du temple principal, au-dessus, reconstruit à plusieurs reprises. À l'intérieur figure le tombeau du grand érudit Marcelino Menéndez y Pelayo sculpté par Victorio Macho.
Le siège historique de la Banco Santander, aujourd'hui l'une des plus importantes au monde, s'impose avec une arche au centre du bâtiment.
L'hôtel de ville est situé sur ce qui fut jadis la place du Generalísimo et sur laquelle trônait la statue équestre de Francisco Franco depuis 1964 et qui était la dernière en place dans la péninsule depuis le retrait de celles de Madrid et Guadalajara en mars 2005. Elle fut finalement déboulonnée le 18 décembre 2008 à l'occasion du réaménagement de la place et devrait rejoindre le futur Musée de Cantabrie.
Le Palacete del Embarcadero, qui offre un point de vue sur la baie, le Club royal des Régates, la promenade et les jardins de Pereda, la plaza Porticada (à l'entrée de laquelle est désormais installée la statue du héros de la guerre d'indépendance espagnole, Pedro Velarde, mort le 2 mai 1808), la plaza de la Esperanza (marché couvert), le musée des Beaux-Arts et la bibliothèque Marcelino Menéndez y Pelayo sont des lieux touristiques incontournables. Plus récents, le Palais des Festivals est dû à l'architecte Francisco Javier Sáenz de Oiza et le Musée Maritime du Cantabrique (MMC) sont situés face à la baie.
La presqu'île de la Magdalena abrite le palais royal du même nom, inauguré résidence d'été en 1913 par Alphonse XIII, un petit zoo abritant notamment des phoques et des manchots et enfin les répliques des bateaux qui servirent à Francisco de Orellana pour explorer l'Amazone.
Plus loin, le quartier du Sardinero, ses deux grandes plages et ses jardins, abrite également le Palais des Expositions, le stade de football où évolue le Real Racing Club de Santander, le palais des Sports inauguré en 2003 et dans lequel ont également lieu des concerts. Plus au nord enfin, le golf au cabo Menor puis le phare au cabo Mayor qui domine de belles falaises.
Son importance est rehaussée par le Chemin de Saint-Jacques et les toutes proches grottes d'Altamira, tous deux déclarés Patrimoine culturel de l'Humanité.

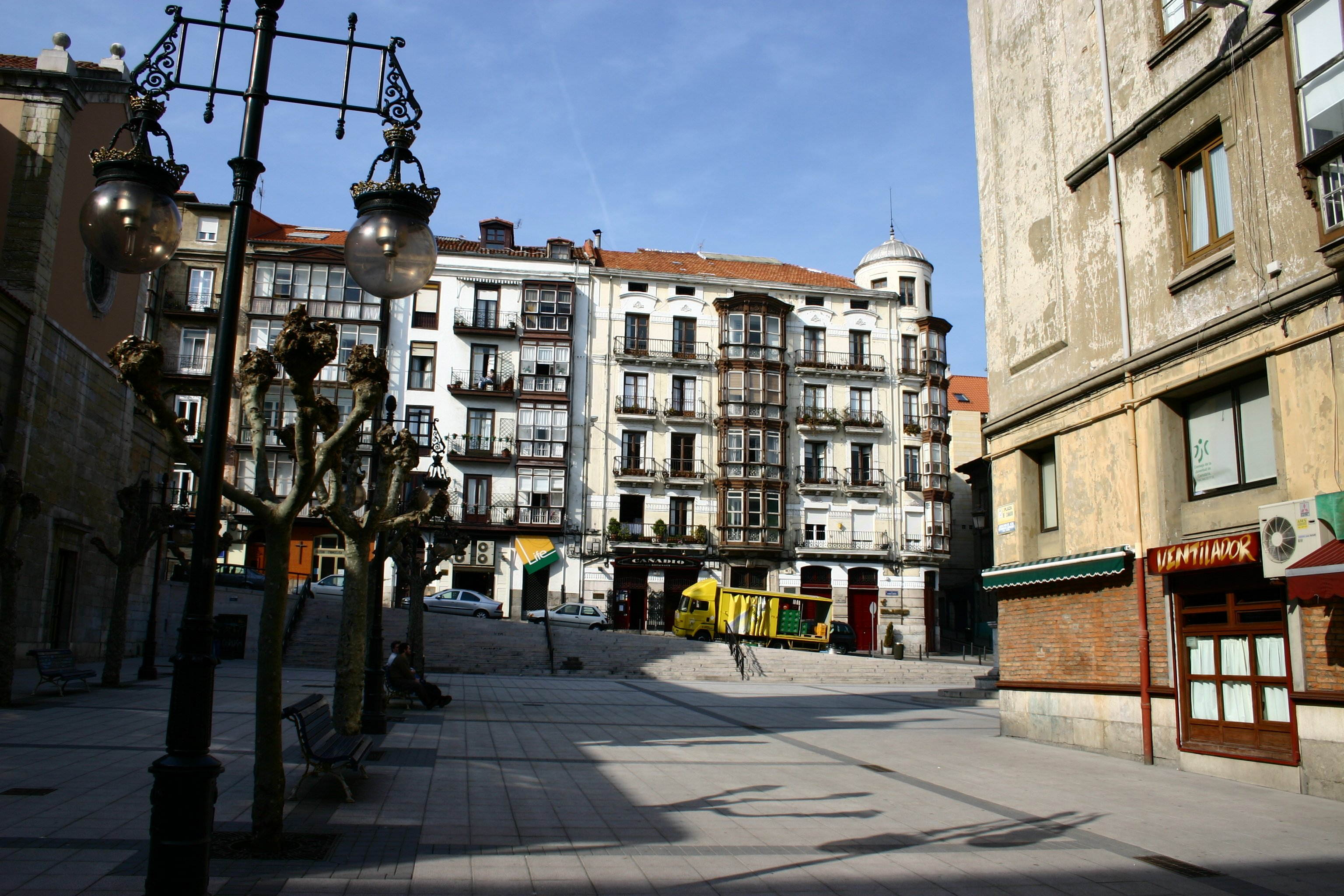
La place Cañadio est le cœur de la vie nocturne santanderine.
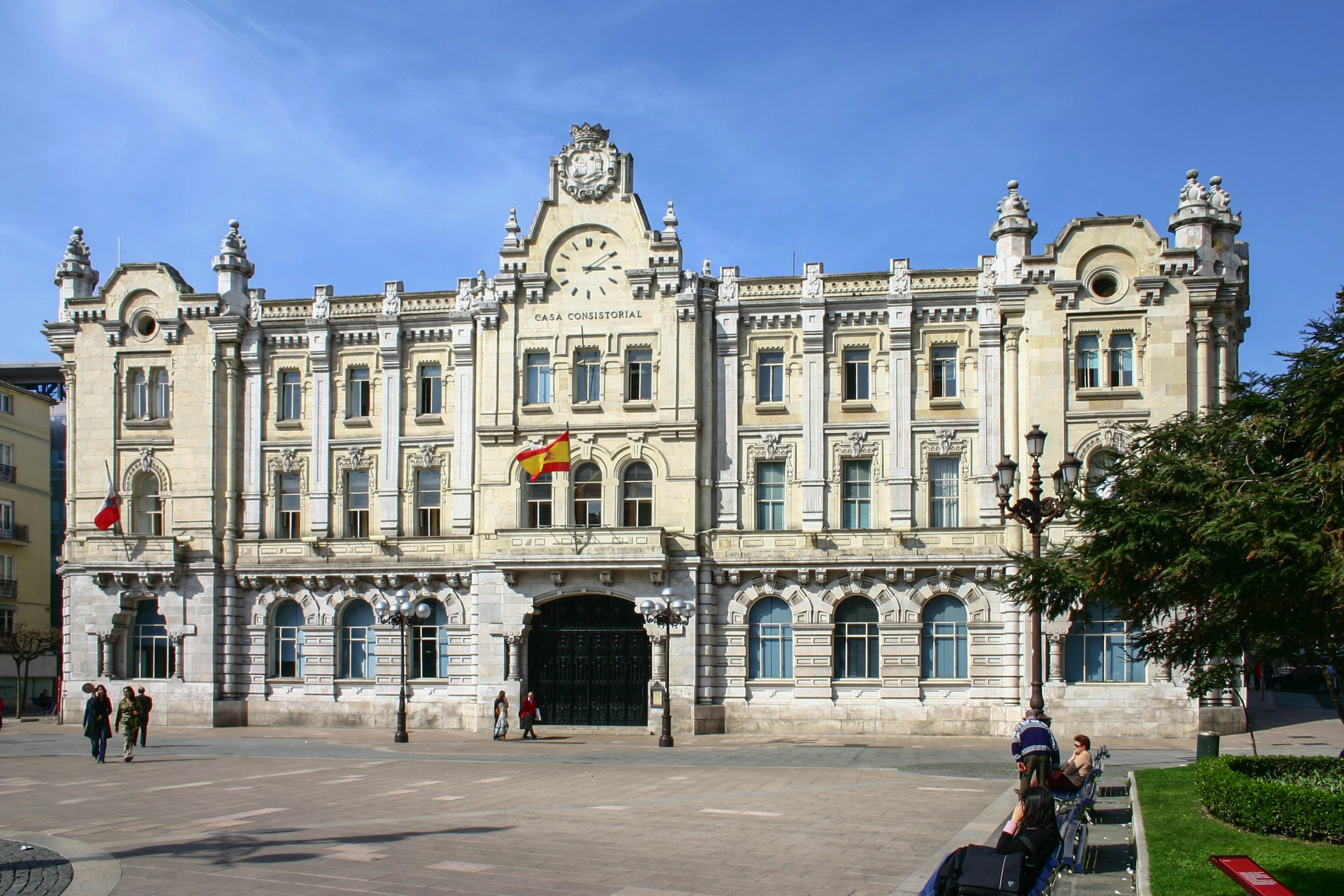
L'hôtel de ville.
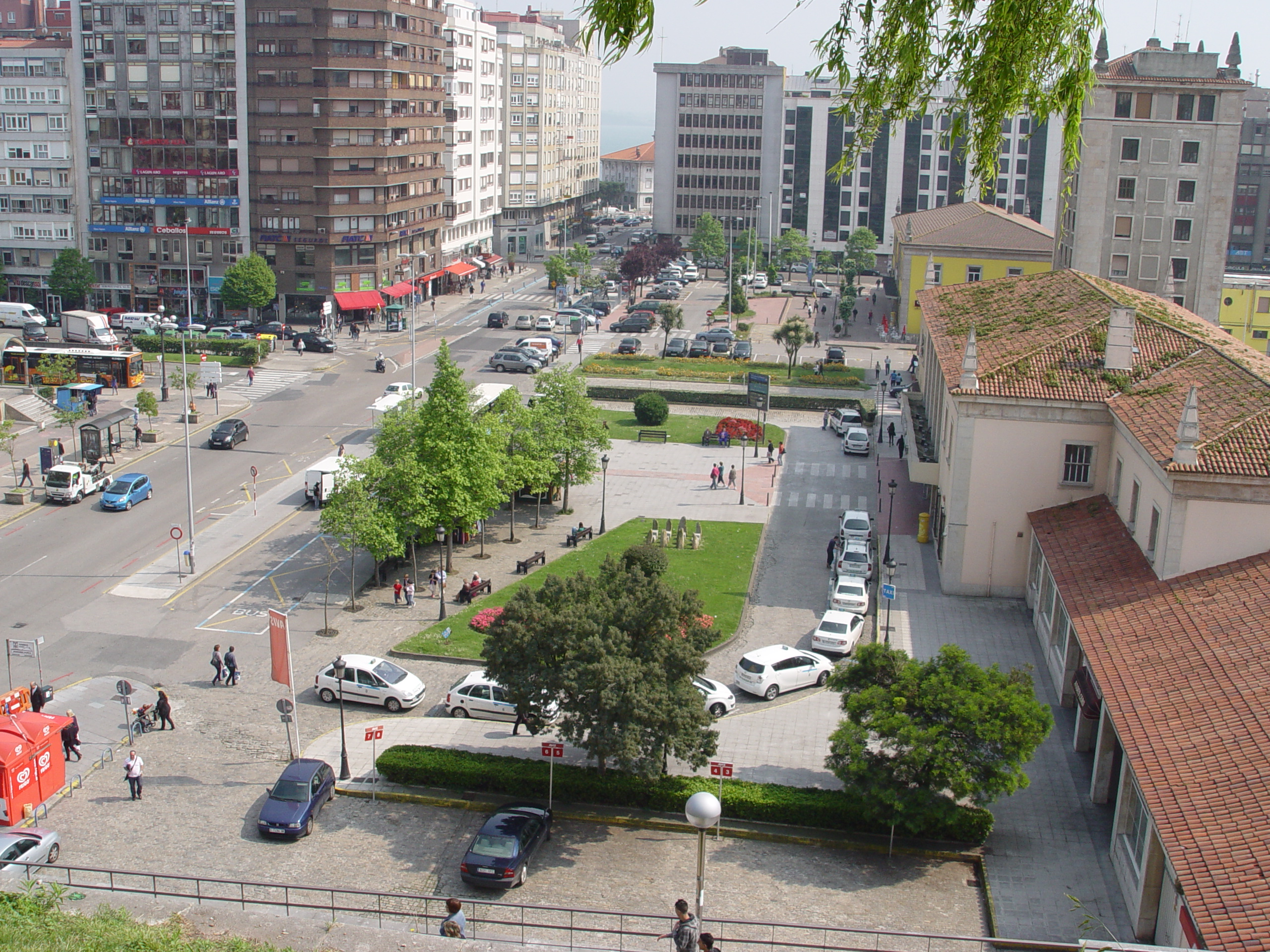
La Plaza de las Estaciones avec la gare Renfe et, au fond, la gare des FEVE.
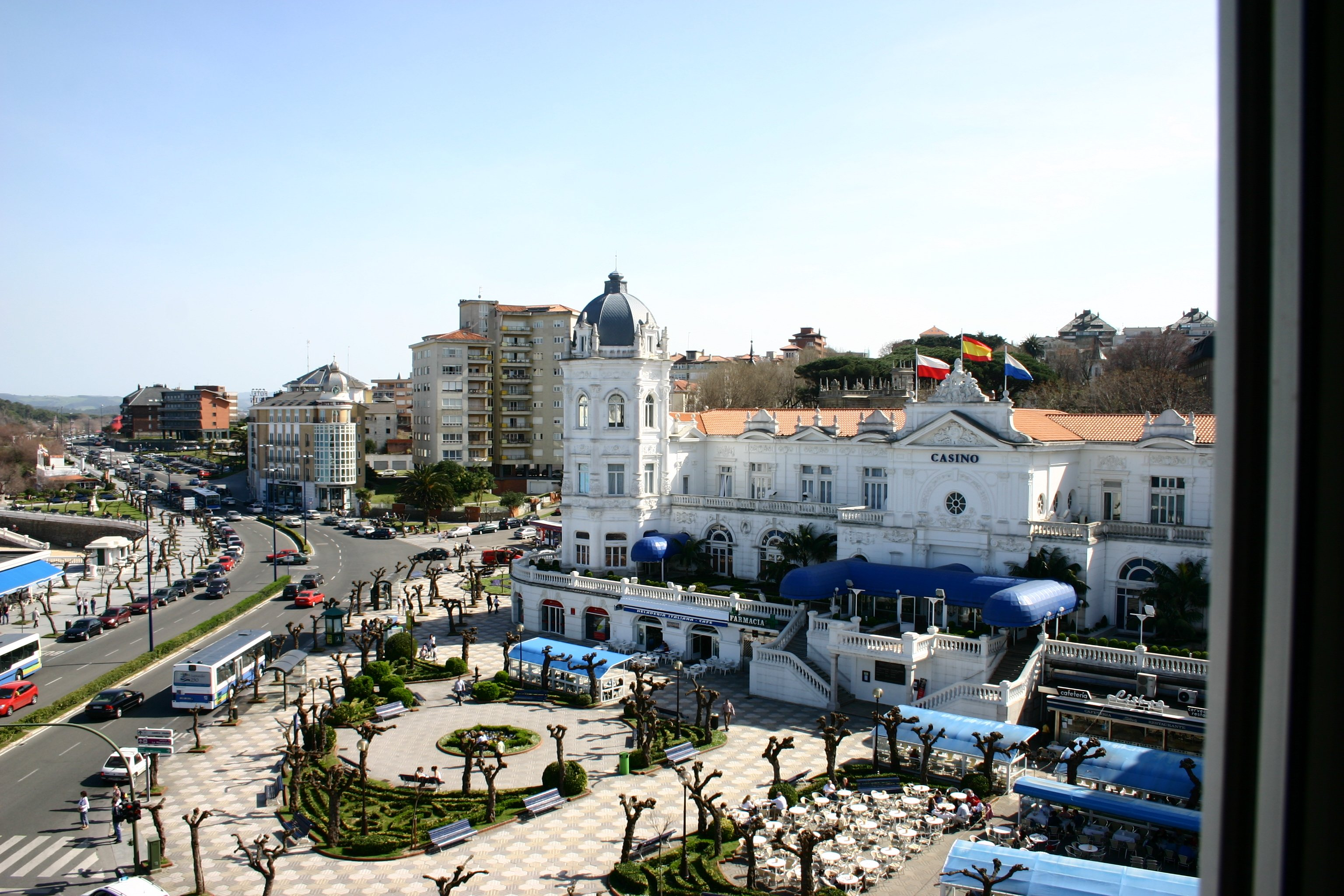
Grand casino de la place d'Italie, dans le quartier résidentiel et touristique du Sardinero.
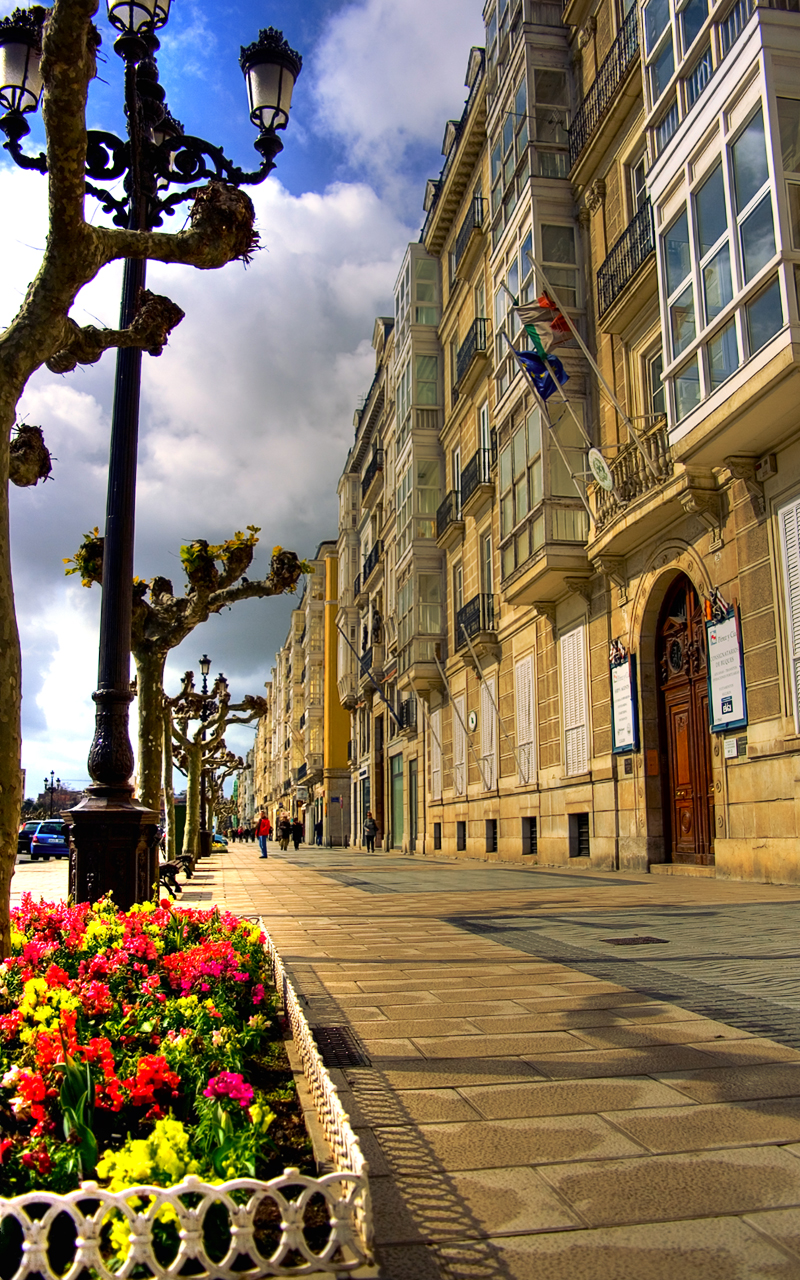
Paseo de Pereda.
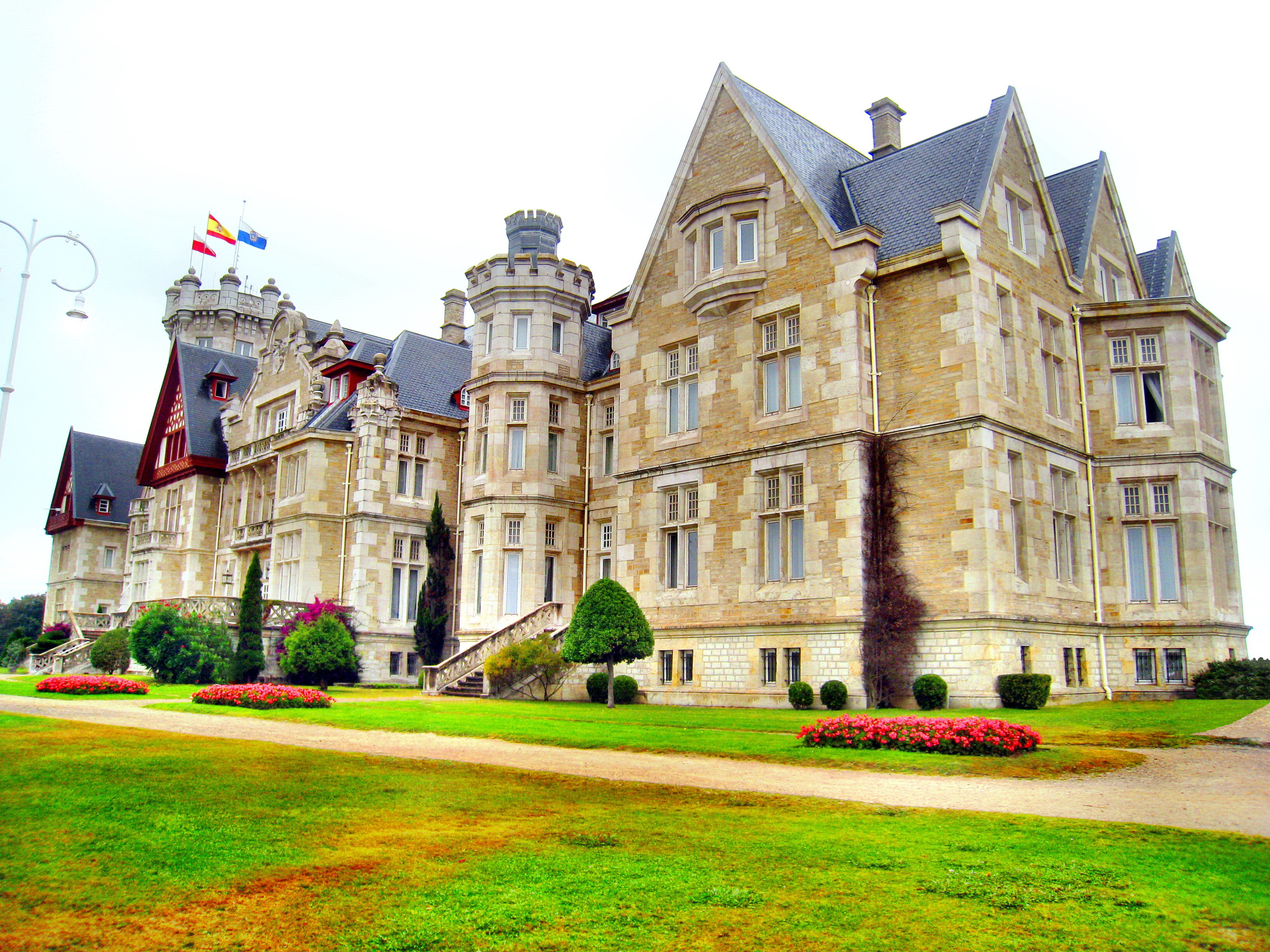
Palais de La Magdalena.
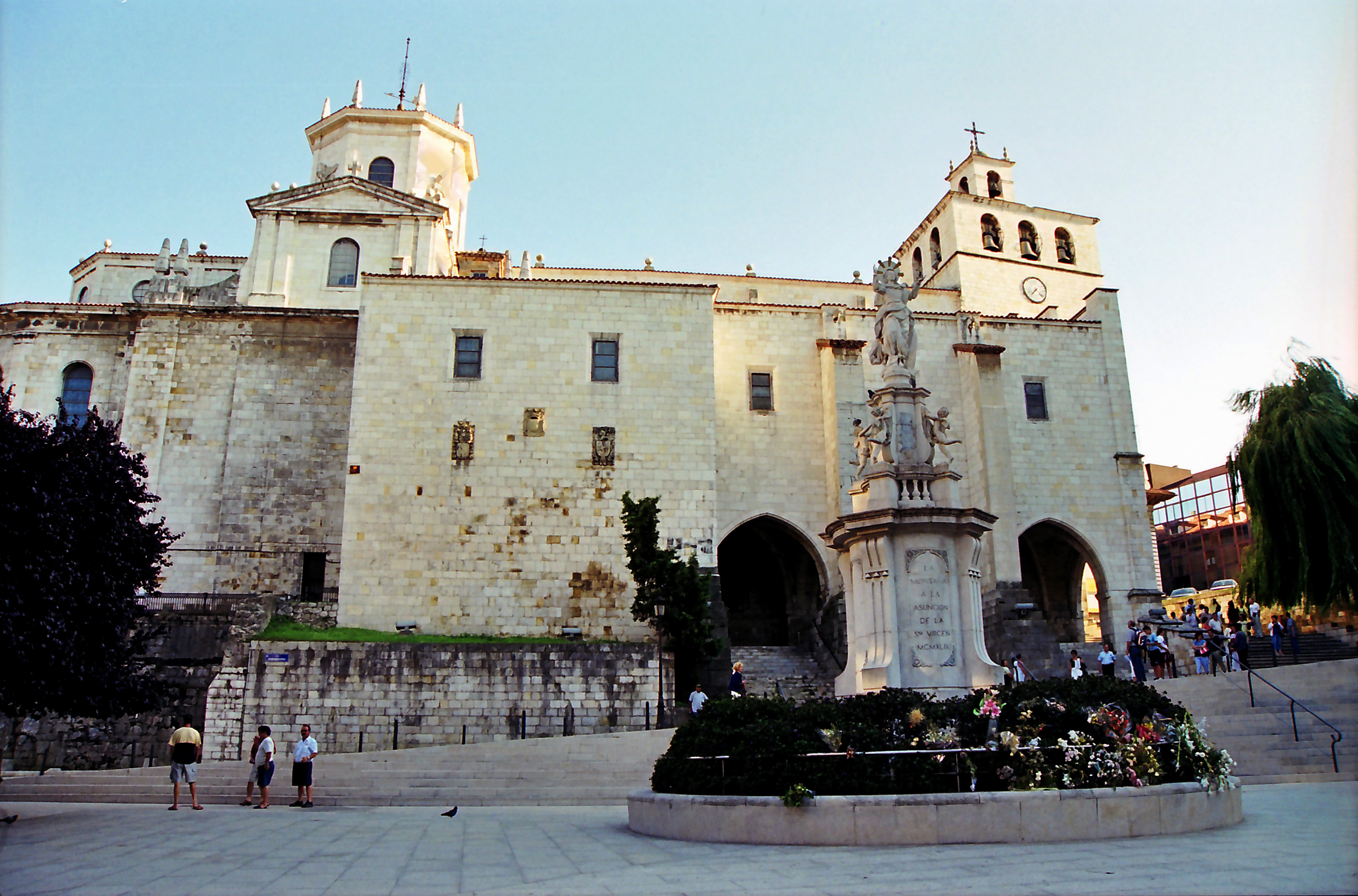
Cathédrale de Santander.

## Personnalités liées à la ville
- Les Onze Roses rouges, groupe de femmes républicaines fusillées au cimetière de Ciriego pendant la guerre d'Espagne.
- Marcelino Menéndez y Pelayo, écrivain.
- Joaquín Ruiz Sierra (1850-1893), architecte.
- Álvaro Pombo, écrivain.
- Jesús de la Serna (1926-2013), journaliste.
- Juan Carlos Calderón, chanteur, musicien et compositeur.
- Consuelo Berges, écrivaine.
- María Blanchard, peintre.
- José Luis Gutiérrez Solana, peintre.
- Eulalio Ferrer, chef d'entreprise et philanthrope, exilé au Mexique à la suite de la guerre d'Espagne.
- Matilde Camus, poétesse.
- Gerardo Diego, poète.
- José de Madrazo y Agudo, peintre.
- Emilio Botín, homme d'affaires.
- Mario Camus, scénariste et réalisateur.
- Eduardo Noriega, comédien.
- Fernando Ganzo, critique et journaliste.
- Pedro Munitis, footballeur.
- Iván de la Peña, footballeur.
- Iván Helguera, footballeur.
- Alex Dujshebaev, handballeur.
- Ruth Beitia, athlète.
- Severiano Ballesteros, golfeur.
- José María « Chema » Ruiz (es), bassiste du groupe El Canto del Loco.
- Dalianah Arekion, mannequin hispano-mauritien.
- Rafael Rodríguez Rapún, joueur de football, acteur et soldat lié à Federico García Lorca.
- Aurelia Gutiérrez-Cueto Blanchard, universitaire fusillée par les nationalistes.
- Juan Ricondo, chanteur, acteur et compositeur espagnol.
- Isabel Penagos, soprano.
- José Ramón Saiz Viadero (1941-), écrivain, historien et journaliste;
- Antonio Quirós (1912-1984), peintre.
- Enrique González Macho (es) (1947-), cinéaste

## Économie
Les plus gros employeurs de la ville sont l'Hôpital universitaire Marqués de Valdecilla, l'Université de Cantabrie et le Banco Santander, l'une des plus importantes banques du monde dont le siège social est toujours situé dans la ville.

## Enseignement
Santander accueille l'Université de Cantabrie sur le campus de Los Castros et l'Université internationale Menéndez Pelayo (UIMP).

## Transports
Santander est reliée à Torrelavega et à d'autres villes du nord de l'Espagne et de Cantabrie par les Ferrocarriles de vía estrecha (FEVE). Elle est également reliée à de nombreuses villes espagnoles par la Renfe, qui assure également un service de trains de banlieue (cercanías). Les liaisons AVE avec Madrid, via Palencia, et Bilbao sont planifiées.

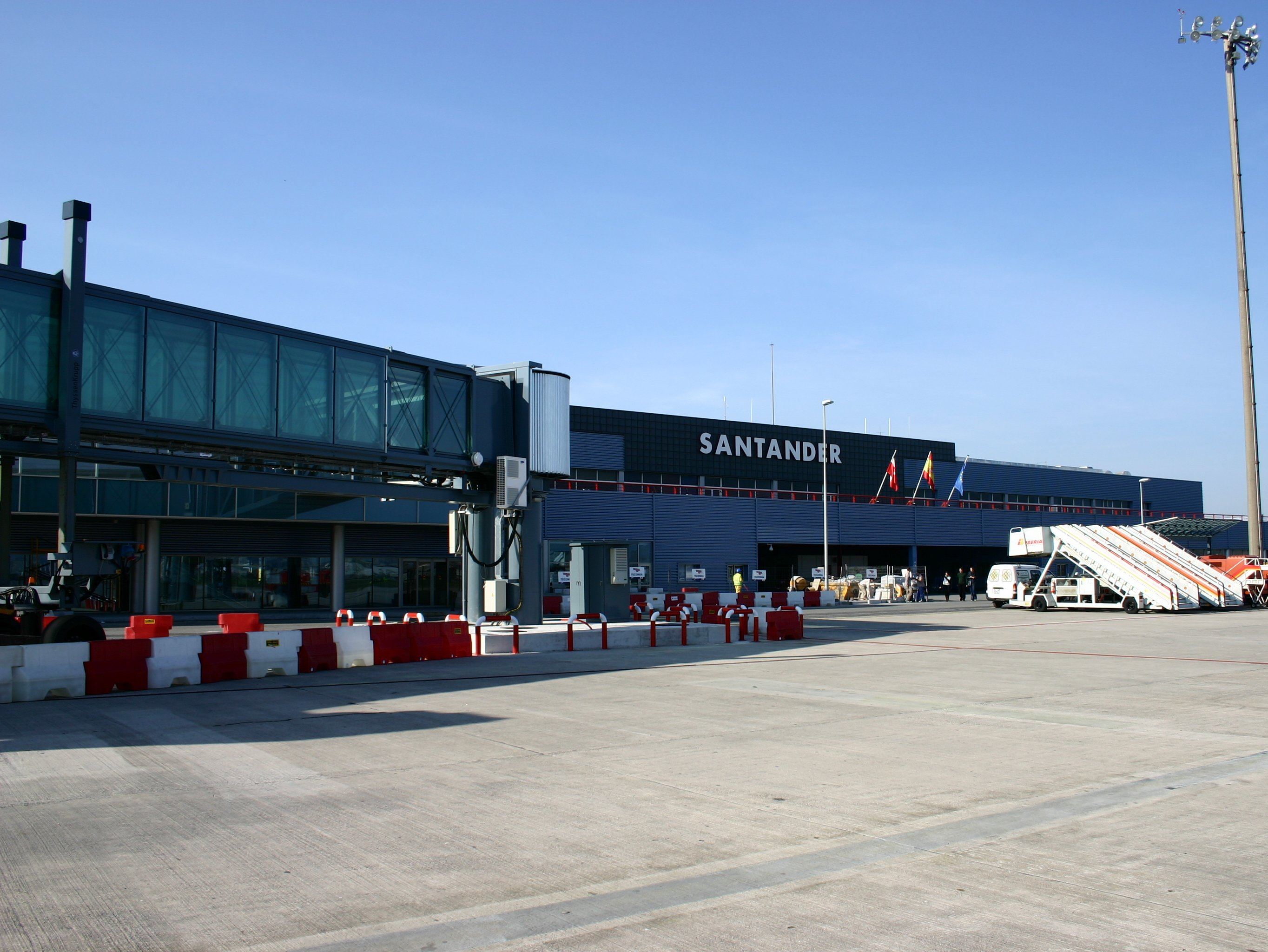
Terminal de l'aéroport de Santander-Parayas.

Santander possède un réseau routier et autoroutier dense et bien desservi :
- A-67 Autoroute de Cantabrie - Meseta : Santander - Torrelavega - Reinosa - Aguilar de Campoo - Palencia - Venta de Baños
- S-10 Autoroute d'accès Est à Santander: Santander - San Salvador
- S-20 Autoroute d'accès Ouest à Santander: Bezana - La Albericia
- S-30 Autoroute de la Baie de Santander: Cacicedo - La Albericia
- N-611 Route Cantabrie-Meseta: Santander - Torrelavega - Reinosa - Aguilar de Campóo - Palencia - Venta de Baños
- N-623 Route Burgos - Santander: Burgos - Santander.

Par mer, la compagnie bretonne Brittany Ferries assure une liaison hebdomadaire avec Portsmouth et Plymouth, ainsi que, séparément, avec la ville irlandaise de Cork.
Enfin, de l'aéroport international de Santander, plus communément appelé aéroport de Parayas, des compagnies desservent Madrid, Barcelone, Séville, Alicante, Valence, Malaga, Palma de Majorque, Tenerife et Las Palmas de Gran Canaria. Les liaisons internationales concernent Rome, Londres (Stansted), Bergame, Francfort-sur-le-Main, Paris, Amsterdam, Dublin, Düsseldorf et Bruxelles.
La ville possède un système de vélos en libre service nommé TUSBic réalisé par JCDecaux

## Sports

### Clubs
- Racing Santander, club professionnel de football évoluant en deuxième division espagnole.
- CB Cantabria, club professionnel de handball qui évolue dans le Championnat d'Espagne de handball.
- Real Sociedad de Tennis de la Magdalena, club centenaire de tennis et de hockey sur gazon.
- Club d'aviron Ciudad de Santander, club qui organise chaque année la régate du Drapeau de Santander.

## Vues panoramiques

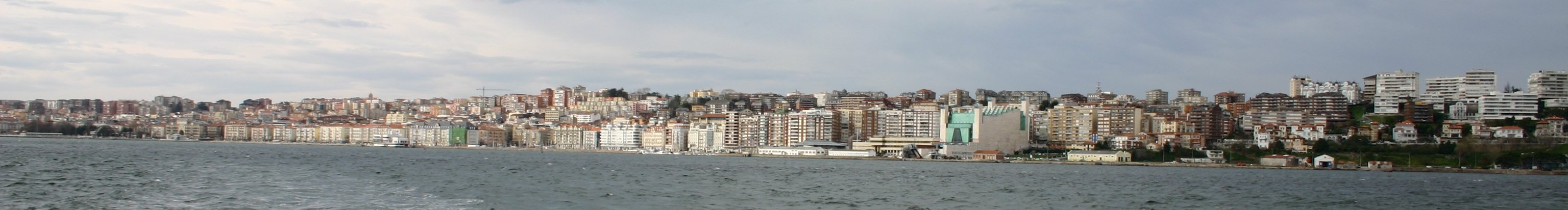
La ville vue depuis la baie.

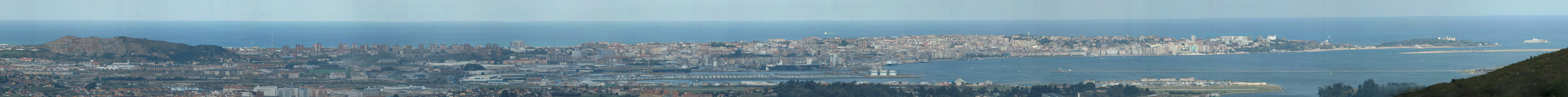
Vue de la baie de Santander.

### Arrivées du Tour d'Espagne
- 2003 :  Alessandro Petacchi
- 2002 :  Giovanni Lombardi
- 2000 :  Mariano Piccoli

## Démographie
| 1981    | 1986    | 1991    | 1996    | 2000    | 2004    | 2005    |
| ------- | ------- | ------- | ------- | ------- | ------- | ------- |
| 180 328 | 186 145 | 191 079 | 185 410 | 184 264 | 183 799 | 183 955 |